# Möne kyrka
Möne kyrka är en kyrkobyggnad i den norra delen av Ulricehamns kommun. Kyrkan tillhör sedan 2006 Hällstads församling (tidigare Möne församling) i Skara stift.

## Bakgrund
Den första kyrkan på platsen uppfördes under tidig medeltid och på 1400-talet utfärdade biskopen i Skara ett avlatsbrev för denna helgedom. År 1847 ersattes medeltidskyrkan av en ny kyrka, som dock brann ned 1947. 

## Kyrkobyggnaden
Efter ritningar av arkitekt Ärland Noreen byggdes tredje och nuvarande kyrka som invigdes 1951. Den ligger på toppen av en kulle och är väl synlig med sin höga smäckra tornspira. Tre kilometer söder om kyrkan ligger samhället Älmestad och sju kilometer åt öster ligger Blidsberg. Kyrkan är traditionellt utformad och byggd av granit och består av långhus utan särskilt markerat kor. Fasaden är av natursten, tegel och puts. Kyrktornet är placerad vid sydvästra sidan och har ingång från söder. Vid nordöstra sidan finns en tillbyggd sakristia. Inredningen är barockinspirerad. 

## Inventarier
- Altartavlan från 1954 är skuren i lindträ av Folke Andersson, Täby. Dess motiv är den gode herden med en stav i handen och ett lamm i famnen (Johannes 10:1-16).
- Från tidigare kyrka finns en 300 år gammal ljuskrona och ett par ljusstakar av malm.

### Orgel
- 1923 byggde Nordfors & Co, Lidköping en orgel med 7 stämmor. Orgeln förstördes 1947 i en eldsvåda.
- Den nuvarande orgeln är byggd av Tostareds Kyrkorgelfabrik, Tostared och installerades 1952. Fasaden tillkom vid samma tidpunkt. Orgeln är pneumatisk. Instrumentet har nio stämmor fördelade på två manualer och pedal. 1989 användes en elorgel som huvudinstrument med två manualer och pedal.

| Huvudverk I   | Svällverk II      | Pedal      | Koppel   |
| Principal 8´  | Rörflöjt 8´       | Subbas 16´ | I/P      |
| Gedakt 8'     | Gemshorn 4'       |            | II/P     |
| Oktava 4'     | Blockflöjt 2'     |            | II/I     |
| Mixtur 2 chor | Larigot 1 1/3'    |            | I 4'/I   |
|               | Crescendosvällare |            | II 16'/I |
|               |                   |            | II 4'/I  |

- Orgeln renoverades och omdisponerades av samma firma 1993.[1]